# Trügleben
Trügleben este o comună din landul Turingia, Germania.